# Tiewie-Chaja
Tiewie-Chaja (ros. Теве-Хая) – wieś w Rosji, w Tuwie, w kożuunie dzun-chiemczickim. W 2010 liczyła 1476 mieszkańców.